# Marco Ruffo
Marco Ruffo (údaje o narození a úmrtí nejsou známy) byl známý italský architekt 15. století.

## Život
Doma působil v Miláně jako vojenský architekt. V Benátkách se setkal s ruským velvyslancem, který z pověření Ivana III. hledal tvůrčí osobu pro výstavbu v Kremlu; tak se dostal do Moskvy.
V Rusku se zúčastnil prací na stavbách na Moskevského kremlu. V Rusku byl nazýván "Mark Frjazin". Frjasin byl přitom pseudonym příjmení, které je odvozené od staroruského výrazu "frjaz", označovaný pro cizince. Toto jméno bylo tehdy bez rozdílu dáváno v Rusku žijícím cizincům. Tak se jmenovali nejméně tři italští architekti v Kremlu působící zde v 15. století. Jako Anton Frjazin byl označován architekt Antonio Gilardi, Bon Frjazin (občanské jméno pro neznámého) a Aleviz Frjazin – Aloisio da Milano.

## Práce v Moskvě
V Rusku byl činný v letech 1485 až 1495 na pozvání velkoknížete Ivana III. Velikého (1440–1505) z rodu Rurikovců. Podle jeho návrhů vznikla dosud zachovaná hradební zeď s věžemi Kremlu: Spasská věž, Beklemiševská věž a Nikolská (Mikulášská) věž. V roce 1491 v Kremlu dokončil společně se svým krajanem Pietro Antonio Solari stavbu Diamantového paláce (Грановитая палата).
V roce 1991 proběhla v Moskvě oslava 500 let trvání Fasetového paláce; přitom byl přítomen jeho potomek kníže Rufo Ruffo.